# ويليام ستار ميلر الثاني
ويليام ستار ميلر الثاني (بالإنجليزية: William Starr Miller II)‏ هو شخصية أعمال أمريكي، ولد في 26 أكتوبر 1856 في نيويورك في الولايات المتحدة، وتوفي في 14 سبتمبر 1935.